# 데이비드 캐스트로
데이비드 캐스트로(영어: David Castro, 1996년 2월 7일 ~ )는 미국의 배우이다. 2016년 드라마 《섀도우 헌터스》의 라파엘 산티아고 역으로 잘 알려져 있다.

## 출연 작품
- 루타 마드레 (2016)
- 퍼글리! (2014)
- 티오 파피 (2013)
- 더 미너스터스 (2009)
- 27번의 결혼 리허설 (2008)
- 중매보다 연애 (2007)
- 웨어 갓 레프트 히스 슈즈 (2006)
- 벨라 (2006)